# Odoryk de Pordenone
Odoryk de Pordenone OFM (ur. ok. 1280–1285 w Villanova pod Pordenone, zm. 14 stycznia 1331 w Udine) – włoski franciszkanin i misjonarz pochodzenia czeskiego  (jego  ojciec Matouš był rycerzem wojska króla Przemysła Ottokara II), autor relacji z podróży na Daleki Wschód.
W 1296 r. wyruszył z misją na Bliski Wschód, następnie powrócił do Włoch, by w 1318 r. wyruszyć – tym razem na Daleki Wschód. Przez Azję Mniejszą, Indie, Cejlon, Sumatrę, Jawę oraz Indochiny dotarł do Chin. W Pekinie współpracował z innym franciszkaninem arcybiskupem Janem z Montecorvino. Po jego śmierci w 1328 r. Odoryka wybrano arcybiskupem Pekinu. Jako arcybiskup odwiedził Tybet. W Turkiestanie otrzymał od chana pozwolenie na osiedlenie się braci mniejszych w jego państwie. Po przebyciu blisko 50 000 km misjonarz zdecydował się na powrót do Europy, by zachęcić papieża do wysłania nowych misjonarzy do Chin.
Po powrocie sprawozdanie Odoryka z podróży spisał w Padwie Wilhelm z Solagna. Relacja ta jest znana pod tytułami Itinerarium, Liber de mirabilibus mundi oraz Descriptio terratum. Została przetłumaczona na kilka języków; zawierała wiele fantastycznych opisów (m.in. o skorupach żółwich większych niż katedralne kopuły).
Odoryka z Pordenone beatyfikował papież Benedykt XIV w 1755 r. Zakony franciszkańskie obchodzą liturgiczne wspomnienie tego błogosławionego w dniu 14 stycznia.